# Der Herr im Haus
Der Herr im Haus ist eine deutsche Filmkomödie aus dem Jahr 1940.

## Handlung
Ort der Handlung ist ein Mietshaus in Wien. Der verwitwete Kammersänger Schellenberg lebt dort mit seiner Tochter Christa zusammen und möchte sie gern an seinen Nachbarn, den Privatgelehrten Menarek, verheiraten. Er ist fasziniert von Menareks angeblichen übersinnlichen Fähigkeiten: Bei einer Abendgesellschaft führt Menarek Telepathie und „Geisterbeschwörungen“ vor, die aber bloßer Schwindel sind. Der im Erdgeschoss wohnende Hausverwalter Sixtus Bader hilft bei dieser Abendgesellschaft als Butler aus und durchschaut den Schwindel: Er beobachtet, wie Menarek bei seiner Vorführung die wertvolle Perlenkette der Gräfin von Schwarzendorff gegen ein Imitat austauscht. Menarek ist ihm sowieso unsympathisch und zudem mit der Miete im Rückstand, und so überlegt Bader, wie er ihn bloßstellen und aus dem Haus bekommen kann.
Im Dachgeschoss wohnt der angehende Sänger Klaus Frank, der wegen seiner (noch) brotlosen Kunst ebenfalls Mietschulden hat. Christa und Klaus sind heimlich verliebt ineinander und sie nimmt bei ihm Gesangsunterricht. Als Menarek verspricht, demnächst den Geist Napoleons herbeizubeschwören, sieht Bader eine Chance, das junge Paar zusammenzubringen und Menarek loszuwerden: Während der Séance erscheint er im Napoleon-Kostüm, ohrfeigt Menarek und verschwindet wieder. Bald darauf nimmt Schellenberg bei einer Generalprobe in der Oper teil, und nun erscheint Bader im selben Kostüm auf der Bühne. Schellenberg erkennt, dass er betrogen wurde, und steht dem Glück von Christa und Klaus nicht mehr im Weg. Menarek, der sich von Schellenberg eine größere Geldsumme erschlichen hat und nun ohne Bezahlung der Miete abreisen will, kann im letzten Moment aufgehalten und von der Polizei festgenommen werden.

## Produktion
Der Herr im Haus ist eine Produktion der Bavaria Filmkunst GmbH und wurde von Januar bis März 1940 gedreht. Kinopremiere war am 3. Oktober desselben Jahres. 2005 erschien er bei UFA Video auf DVD.

## Rezeption
„Ein sympathischer, unsentimentaler Unterhaltungsfilm mit publikumswirksam herausgeputztem österreichischem Lokalkolorit, der vor allem durch die Charakterstudie von Hans Moser fesselt.“

„Eine echte Paraderolle für den warmherzigen Wiener Grantler [Moser].“